# Neues Museum
O Neues Museum (em português: "Novo Museu") é um museu em Berlim, Alemanha, localizado ao norte do Altes Museum (Museu Antigo) na Ilha dos Museus.
Foi construído entre 1843 e 1855 de acordo com os planos de Friedrich August Stüler, um aluno de Karl Friedrich Schinkel. O museu foi fechado no início da Segunda Guerra Mundial, em 1939, e foi severamente danificado durante o bombardeio de Berlim. A reconstrução foi supervisionada pelo arquiteto inglês David Chipperfield. O museu reabriu oficialmente em outubro de 2009.
A exposição inclui coleções sobre o Antigo Egito, Pré-História e história recente, como fez antes da guerra. Dentre os artefatos que o museu abriga está o busto da rainha egípcia Nefertiti.
Tanto como parte do complexo da Ilha dos Museus quanto como edifício individual, o museu atesta a arquitetura neoclássica dos museus no século XIX. Com seus novos procedimentos de construção industrializados e seu uso de construção de ferro, o museu desempenha um papel importante na história da tecnologia. Uma vez que os interiores clássicos e ornamentados da Glyptothek e da Alte Pinakothek em Munique foram destruídos na Segunda Guerra Mundial, o interior parcialmente destruído do Neues Museum é um dos últimos exemplos de layout do museu de interiores deste período na Alemanha.

## Visão Geral
O Neues Museum foi o segundo museu a ser construído na Ilha dos Museus e foi destinado à uma extensão das coleções de casas que não poderiam ser acomodadas no Altes Museum. Entre eles, foram organizadas coleções de gesso, artefatos egípcios antigos, coleções pré-históricas e históricas (Museum der vaterländischen Altertümer), coleção etnográfica e coleção de gravuras e gravuras (Kupferstichkabinett). É, portanto, a "fonte original" das coleções no Museu Egípcio de Berlim e o Museu Etnológico de Berlim.
Além disso, o Neues Museum é um monumento importante na história da construção e da tecnologia. Com suas várias construções de ferro, é o primeiro edifício monumental da Prússia a aplicar consistentemente novas técnicas possibilitadas pela industrialização. Como uma inovação adicional, uma máquina a vapor foi usada pela primeira vez na construção em Berlim. Entre outras coisas, foi usado para empilhar pilhas no chão de construção. O solo macio e esponjoso ao redor do rio Spree significa que os edifícios na área central de Berlim exigem fundações profundas.

## Histórico

### Construção
A construção do Neues Museum começou em 19 de junho de 1841, sob os olhares de um comitê estabelecido por Frederick William IV, que incluía o curador dos Museus Reais, Ignaz von Olfers, e Friedrich August Stüler. O rei, com seu gabinete, já havia ordenado que o projeto de construção fosse atribuído a Stüler em 8 de março de 1841. A má qualidade do solo no local de construção tornou-se evidente rapidamente, quando os trabalhadores descobriram depósitos de terra de diatomáceas logo abaixo da superfície. Portanto, uma estrutura de pilha era necessária sob todo o edifício, consistindo de 2344 pilhas de fundação de madeira entre 6,9 e 18,2 metros (23 e 60 pés) de comprimento. Para acelerar as pilhas, utilizou-se uma máquina a vapor de 5 cavalos de potência (3.7 kW), a qual poderia ser aumentada, se necessário, a 10 cv (7.5 kW). Ele coordenou as bombas que drenavam os locais prédio, os elevadores e as máquinas de mistura de argamassa. O boletim informativo da Associação de Arquitetura de Berlim informou sobre o site de construção e os novos dispositivos técnicos.

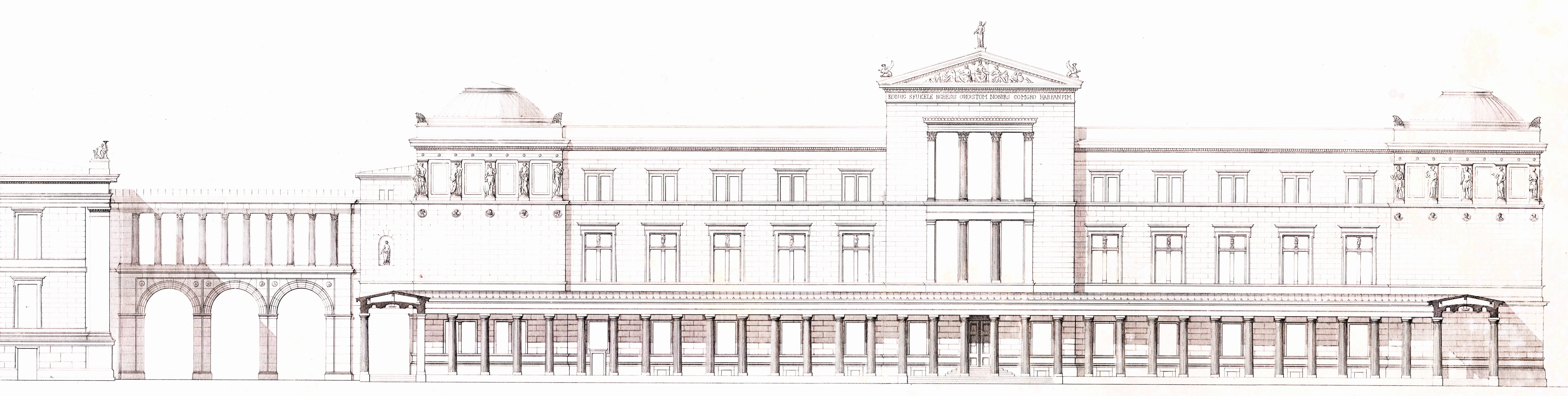
Fachada leste do Neues Museum com a conexão ao Altes Museum e o Colonnade, de Friedrich August Stüler, Das Neue Museum in Berlin, Riedel 1862.

Em 6 de abril de 1843, quando ocorreu a cerimônia de colocação da pedra angular, as bases, incluindo as adegas, já foram construídas. A construção das paredes foi concluída no final de 1843, de modo que, em 1844, a cornija e o telhado do museu estavam completos. Em 1845, foram concluídas as construções de ferro, a construção de tetos abobadados planos e o revestimento de tijolos da galeria de conexão ao Altes Museum. Uma ferrovia auxiliar transportou materiais de construção da rua, apenas a oeste, através do rio Spree, Am Kupfergraben, até o elevador a motor a vapor. Nos pisos individuais do museu, os trilhos também foram usados para transportar materiais de construção. Em 1846, os operários começaram a trabalhar na fachada do edifício, além das esculturas nos frontões, e também começaram a limpar os interiores, a construir os degraus de mármore e começaram a trabalhar no chão. O trabalho avançou bem em 1847 e a produção das custosas instalações interiores poderiam começar. A revolução de março de 1848 levou a atrasos no trabalho de construção, que, no entanto, não foi completamente interrompido em nenhum momento. Assim que as respectivas áreas foram concluídas, a instalação da coleção começou, até que o museu foi finalmente aberto ao público em 1855, embora a instalação de partes da decoração de interiores, em particular os afrescos de parede na escada, continuaram até 1866.

### Abertura até a Segunda Guerra
Quando o Neues Museum abriu, haviam as coleções egípcias, patrióticas e etnográficas no piso térreo, enquanto as coleções dos moldes de gesso de esculturas gregas e romanas da Antiguidade e obras de arte bizantinas, românicas, góticas, renascentistas e clássicas ocupavam o primeiro andar. A coleção de gravuras e a chamada câmara de arte (Kunstkammer), uma coleção de modelos arquitetônicos, móveis, argilas, cerâmica e recipientes de vidro e artigos de igrejas compartilhavam o segundo andar, juntamente com obras de artes menores da Idade Média e os tempos modernos. O Museu de Etnologia (Völkerkundemuseum), fundado em 1873, mudou-se para seu próprio prédio em 1886 em Königgrätzer Straße (hoje chamado de Stresemannstraße, este edifício foi destruído na Segunda Guerra Mundial). Conectadas a isso, foram a remoção da coleção etnográfica, a coleção das antiguidades patrióticas e parte da coleção da "câmara de arte". O recém-fundado Museum of Arts and Crafts (Kunstgewerbemuseum) tomou posse dos quase 7.000 objetos da "câmara de arte" em 1875, e também se mudou para seu próprio edifício, o Martin Gropius Bau, em 1881.
De 1883 a 1887, um nível adicional de mezanino, que não é visível do exterior, foi adicionado ao Neues Museum. A coleção de molduras de gesso, uma peça central de coleções no momento da construção, cresceu ao longo do século XIX para se tornar uma das coleções de acervo mais extensas e abrangentes do mundo. No entanto, devido a uma mudança no gosto do público, foi entregue entre 1916 e 1920 (com exceção das maiores estátuas) para a Universidade de Berlim, onde foi destruída em grande medida durante a Segunda Guerra Mundial.
Nos corredores do primeiro andar foram instaladas a coleção de vasos do museu antigo, bem como a coleção de papiros do museu egípcio. As mudanças no piso térreo, de 1919 a 1923, levaram pela primeira vez a mudanças substanciais no edifício original. No pátio grego, a capela-mor foi removida, o pátio coberto com um telhado de vidro e um novo piso à mesma altura que o piso térreo foi adicionado. Assim, foram criados vários quartos e armários para a exibição da coleção Amarna. Nas áreas adjacentes do piso térreo, foram adicionados tetos falsos para produzir salas de exposição modernas e neutras cobrindo as decorações originais.

O museu estava fechado no início da Segunda Guerra Mundial em 1939. Os danos da Guerra seguiram essas destruições internas do layout original do museu. Nos bombardeios de 23 de novembro de 1943, a escada central e seus afrescos foram queimados, juntamente com outros grandes tesouros da história humana. Em fevereiro de 1945, bombas Aliadas destruíram a ala noroeste, bem como a conexão com o Altes Museum e danificaram a ala sudoeste e a fachada sudeste (risalit).